# Campionato europeo femminile under 17 di calcio 2008
Il campionato europeo femminile under 17 di calcio 2008 è stata la prima edizione della competizione. La fase finale si è disputata a Nyon, in Svizzera, dal 20 al 23 maggio 2008.
Le 40 squadre partecipanti presero parte a due turni di qualificazione, con quattro squadre che si qualificarono per la fase finale. Questa edizione inaugurale fu vinta dalla Germania.

## Fase finale

### Tabellone
La fase finale fu giocata in Svizzera. Le quattro squadre si qualificarono per il Campionato mondiale femminile under 17 di calcio 2008, tenutosi in Nuova Zelanda.
|  | Semifinali  | Semifinali  | Semifinali |         |          | Finale          | Finale          | Finale          |  |
|  |             |             |            |         |          |                 |                 |                 |  |
|  | Germania    | Germania    | 1          |         |          |                 |                 |                 |  |
|  | Germania    | Germania    | 1          |         |          |                 |                 |                 |  |
|  | Danimarca   | Danimarca   | 0          |         |          |                 |                 |                 |  |
|  | Danimarca   | Danimarca   | 0          |         | Germania | Germania        | 3               |                 |  |
|  |             |             |            |         | Germania | Germania        | 3               |                 |  |
|  |             |             | Francia    | Francia | 0        |                 |                 |                 |  |
|  | Inghilterra | Inghilterra | Francia    | Francia | 0        | 1               |                 |                 |  |
|  | Inghilterra | Inghilterra |            |         |          | 1               |                 |                 |  |
|  | Francia     | Francia     | 3 (dts)    |         |          | Finale 3º posto | Finale 3º posto | Finale 3º posto |  |
|  | Francia     | Francia     | 3 (dts)    |         |          |                 |                 |                 |  |
|  |             |             |            |         |          |                 |                 |                 |  |
|  |             |             |            |         |          | Inghilterra     | Inghilterra     | 1               |  |
|  |             |             |            |         |          | Inghilterra     | Inghilterra     | 1               |  |
|  |             |             |            |         |          | Danimarca       | Danimarca       | 4               |  |

### Semifinali
| Nyon 20 maggio 2008, ore 15:30 CEST            | Germania  | 1 – 0 referto | Danimarca | Centre sportif de Colovray |
| \| \| \| \| \| Marozsán 44’ \| Marcatori \| \| |           |               |           |                            |
|                                                |           |               |           |                            |
| Marozsán 44’                                   | Marcatori |               |           |                            |

| Nyon 20 maggio 2008, ore 18:00 CET                                                          | Inghilterra | 1 – 3 referto                                   | Francia | Centre sportif de Colovray |
| \| \| \| \| \| Marsh 46’ \| Marcatori \| 49’ (rig.) Crammer 94’ Augis 99’ (rig.) Makanza \| |             |                                                 |         |                            |
|                                                                                             |             |                                                 |         |                            |
| Marsh 46’                                                                                   | Marcatori   | 49’ (rig.) Crammer 94’ Augis 99’ (rig.) Makanza |         |                            |

### Finale per il terzo posto
| Nyon 23 maggio 2008, ore 15:00 CET                                                           | Inghilterra | 1 – 4 referto                                         | Danimarca | Centre sportif de Colovray |
| \| \| \| \| \| ? 2’ \| Marcatori \| 28’ Boye Sørensen 66’ Hohol 75’ Rudmose 83’ Andreasen \| |             |                                                       |           |                            |
|                                                                                              |             |                                                       |           |                            |
| ? 2’                                                                                         | Marcatori   | 28’ Boye Sørensen 66’ Hohol 75’ Rudmose 83’ Andreasen |           |                            |

### Finale
| Arbitro: | Rhona Daly |

|                                   |           |  |
| Marozsán 35’ Popp 51’ Rudelić 51’ | Marcatori |  |